# 一畑電気鉄道3000系電車
一畑電気鉄道3000系電車（いちばたでんきてつどう3000けいでんしゃ）は、一畑電気鉄道（現・一畑電車）が1996年（平成8年）に導入した通勤形電車である。

## 概要
一畑電気鉄道（現・一畑電車）の車両近代化のため、2100系に続いて導入された車両である。南海電気鉄道21000系を譲受・改造し、1996年12月27日に2連4本の計8両が竣工した。本系列の導入によって、北松江線の近代化が完了している。
編成は先頭車をそのまま連結したデハ3001形 (M'c) - デハ3010形 (Mc) となり、デハ3001形は連結面側のパンタグラフが撤去された。ワンマン運転用として前面窓両側にサイドミラーが取り付けられている他、前面・側面ともに行先方向幕がないため、前後の運転台の窓に行先表示板を掲出する。塗装は、2100系と同様にイエローを主体として側窓下がホワイト、側扉・前照灯周りがダークブルーで塗装され、前面窓下には同じくダークブルーで太帯が描かれている。
車内はロングシートであるが、現3008編成は新製当初クロスシートだった（現・大井川鐵道の21001 - 21004と同一、南海時代に改座）。側扉付近に乗車整理券発行器、運転台後部に運賃表示器と自動両替機付き運賃箱を設置している。

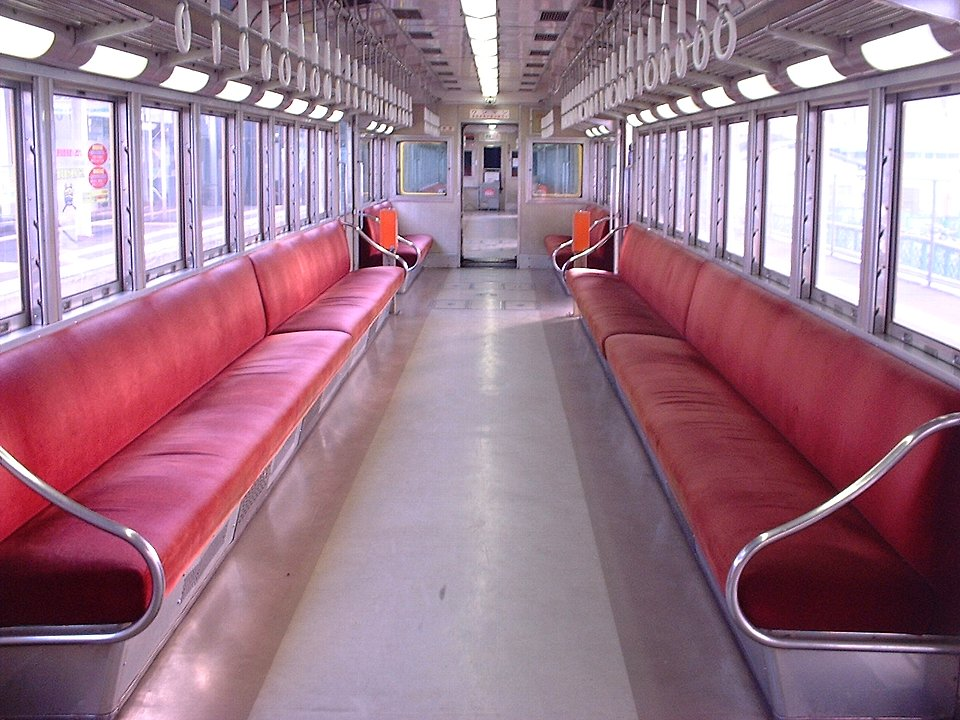
車内
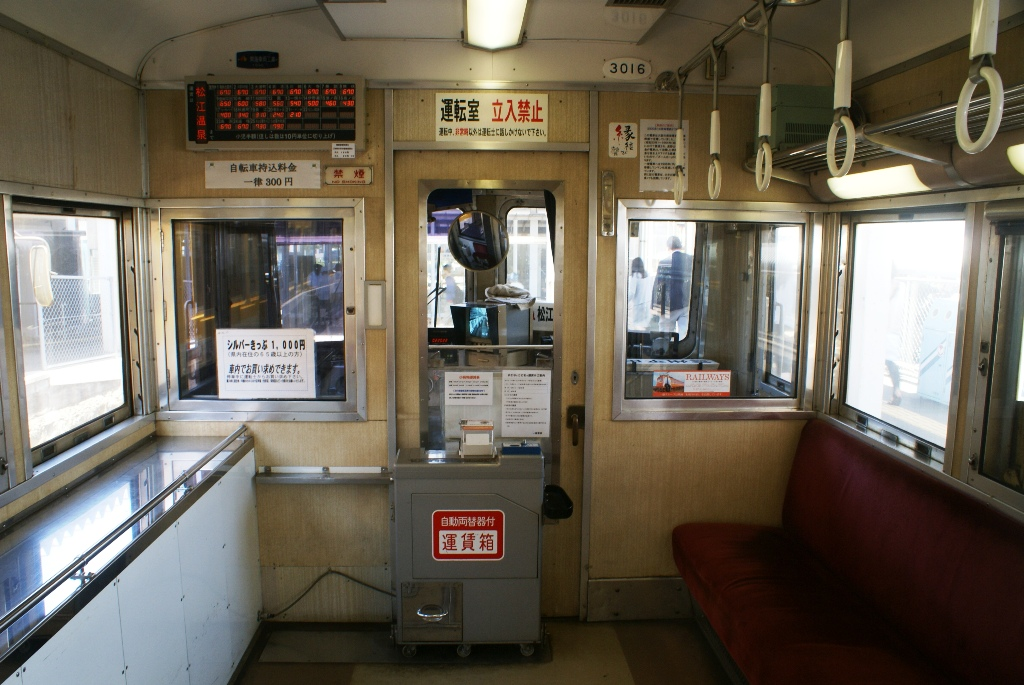
運転台後部
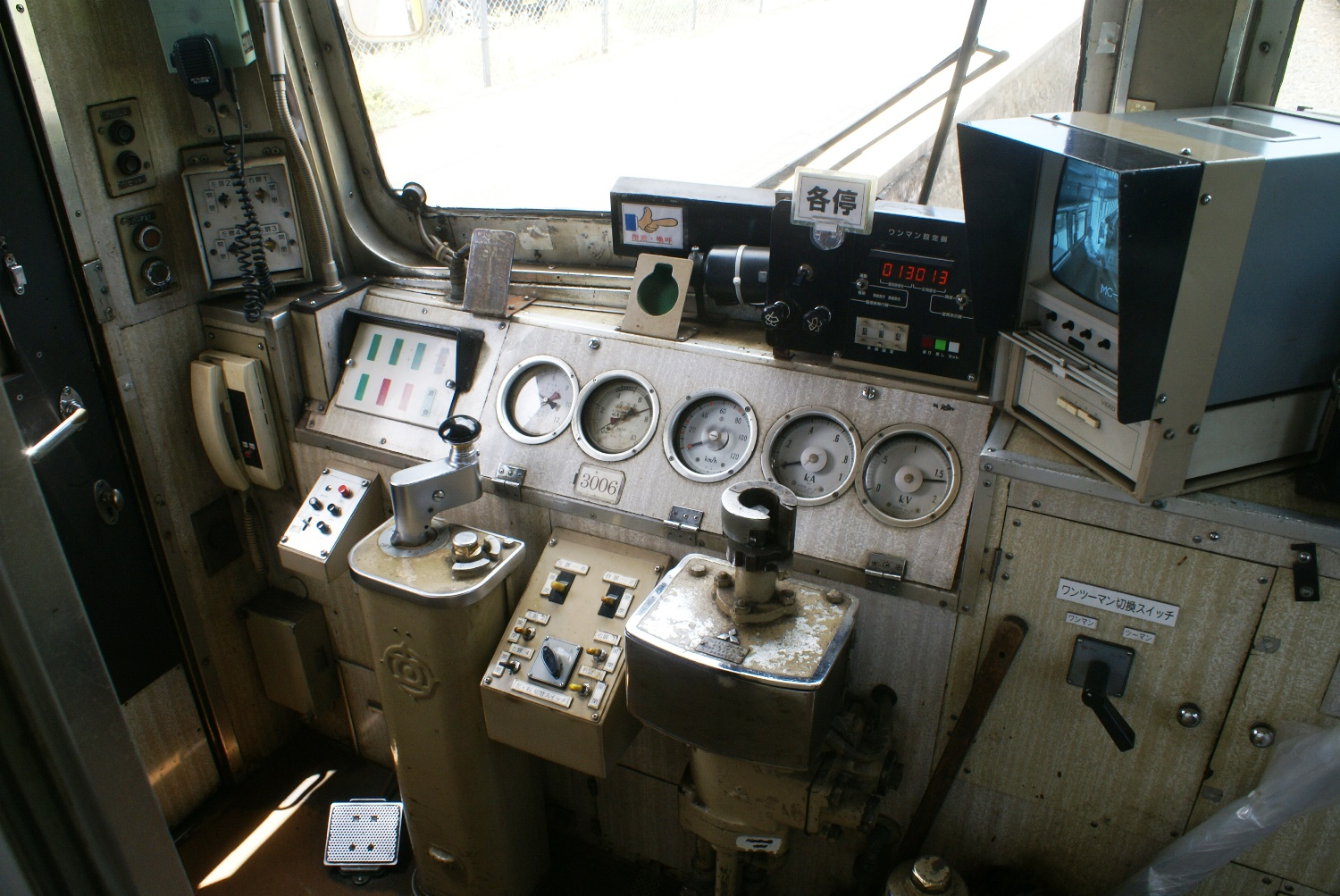
運転席

## 車両一覧
車番末尾は2100系の追番としたため、5から始まっている。
| 一畑での車番 | 一畑での車番 | 南海時代の車番 | 南海時代の車番 |
| ------------ | ------------ | -------------- | -------------- |
| デハ3005     | デハ3015     | モハ21009      | モハ21010      |
| 3006         | 3016         | 21013          | 21014          |
| 3007         | 3017         | 21011          | 21012          |
| 3008         | 3018         | 21005          | 21006          |

## 各編成形態

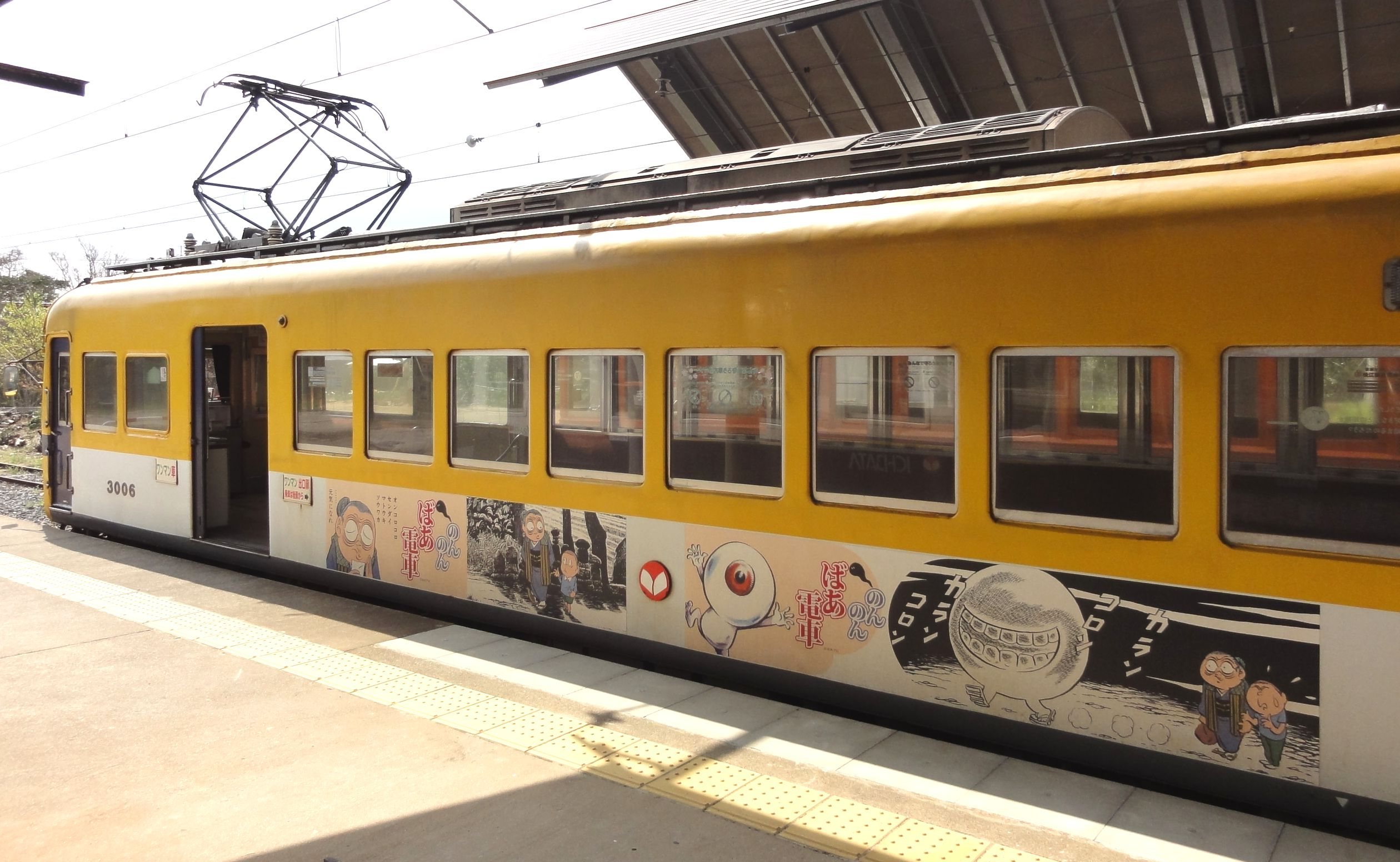
「のんのんばあ電車」
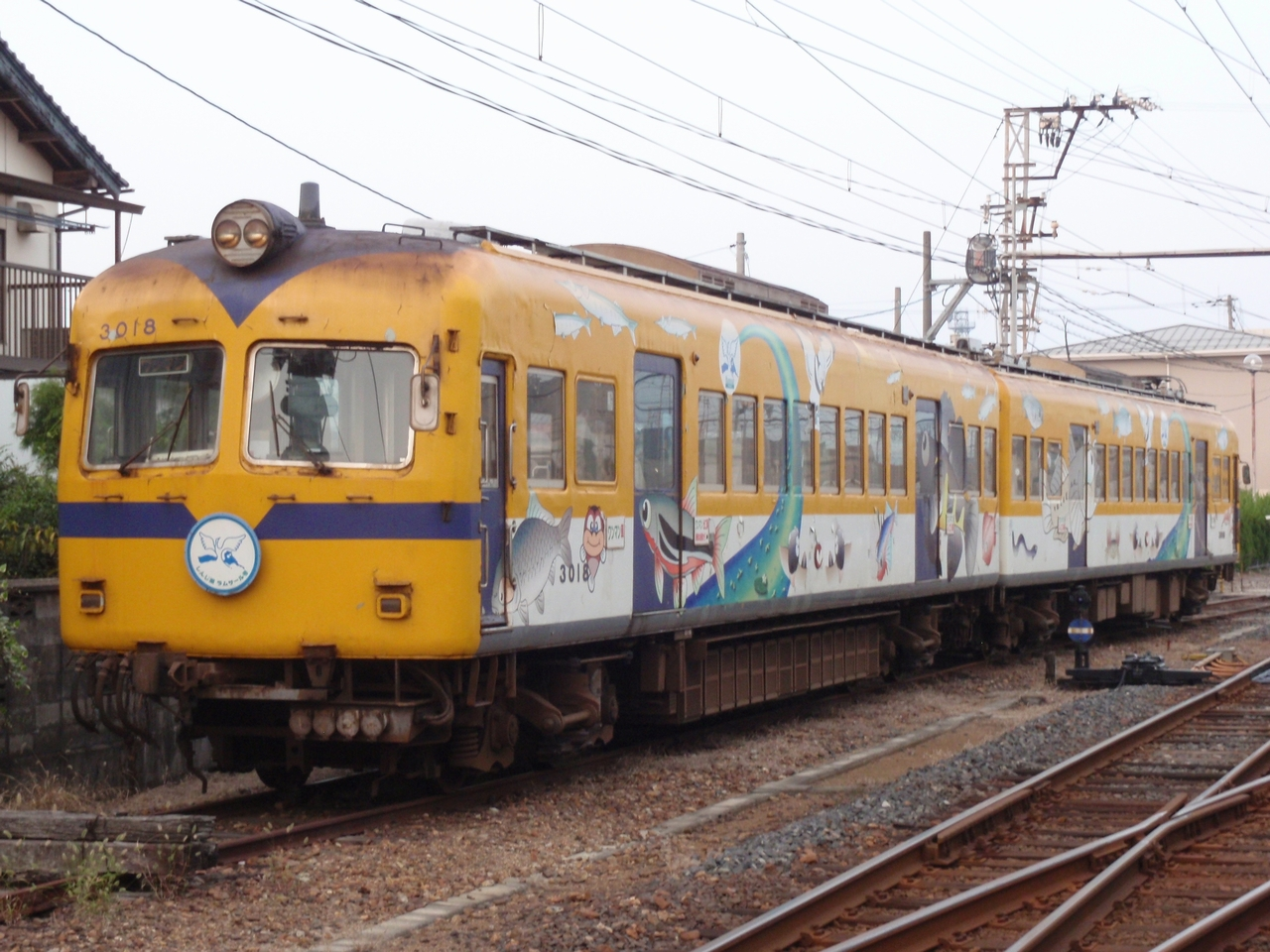
「しんじ湖ラムサール号」
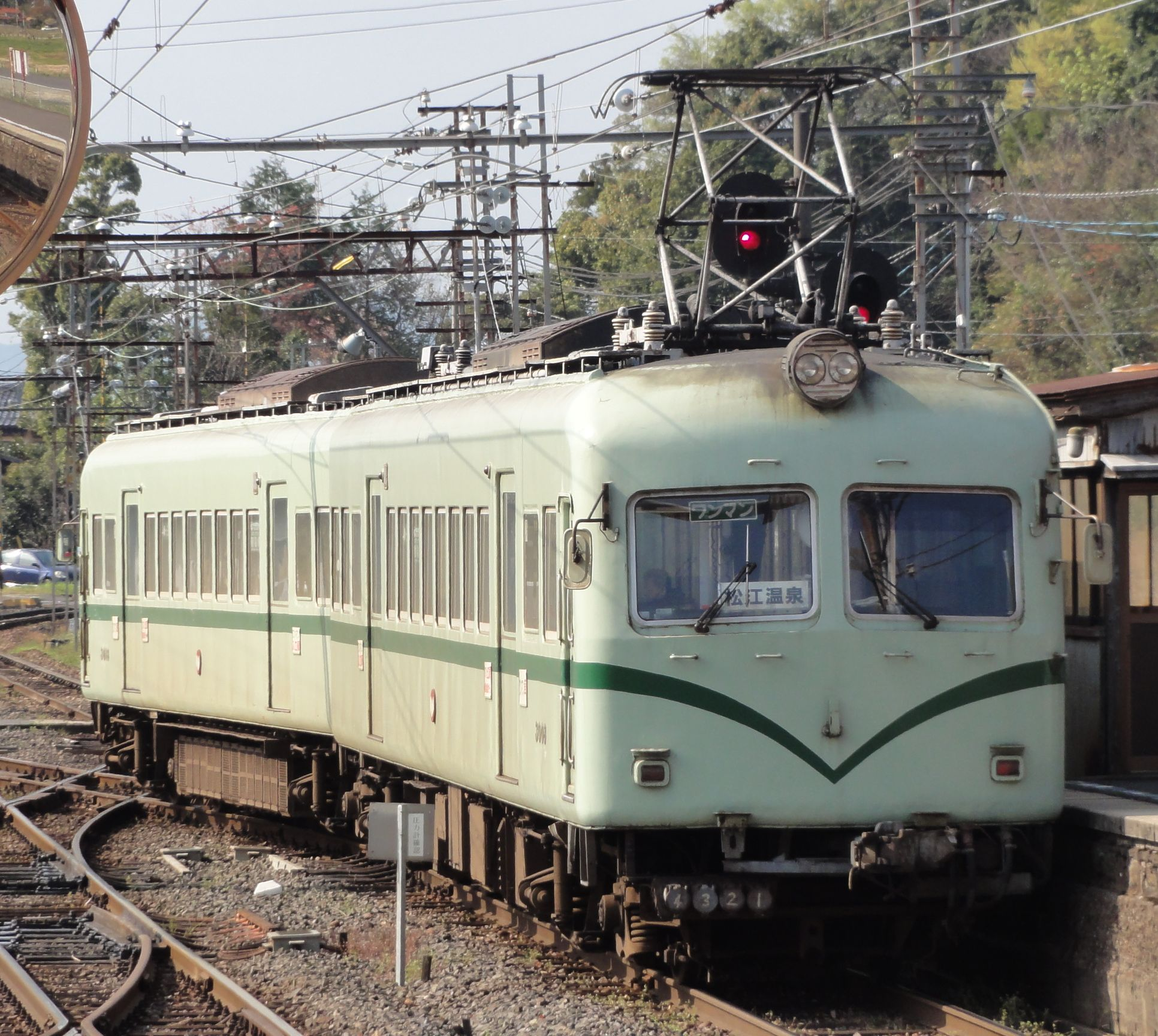
南海電鉄時代の塗装

3005編成（デハ3005+デハ3015）
2006年（平成18年）7月 - 長江付近で大雨による土砂崩れに乗り上げ脱線したが、その後修理して運用復帰している。
2014年（平成26年）3月 - 側面扉間、窓下部分に日本海テレビの広告が貼られる。
2015年（平成27年）
2月6日 - 定期運用から離脱。
3月 - 廃車解体。
3006編成（デハ3006+デハ3016）
2012年（平成24年）- 水木しげるの「のんのんばあとオレ」を描いた「のんのんばあ電車」としてラッピング施工され、3月22日より運行を開始
2014年（平成26年）11月21日 - 「のんのんばあ電車」としての運行終了。
2015年（平成27年）5月11日 - ラッピングが解除されて、運用復帰。
2017年（平成29年）
1月20日 - 営業運転終了。
1月21日・22日 - この2日間3000系さよならイベントを行いすべての運行を終了。
2月 - 廃車解体。
3007編成（デハ3007+デハ3017）
2015年（平成27年）
12月10日 - 置き換え用車両の1003編成が運行を開始したが、車両不足の影響で運行が延長された。
12月16日 - 故障しそのまま運用離脱。
2016年（平成28年）1月 - 廃車解体。
3008編成（デハ3008+デハ3018）
2007年（平成19年）- 「ラムサール条約湿地の賢明利用推進事業」に伴う普及活動の一環として、宍道湖の生き物がデザインされたラッピング電車「しんじ湖ラムサール号」となり、4月28日から運行を開始
2011年（平成23年）11月21日 - 「しんじ湖ラムサール号」としての運行終了。
2012年（平成24年）
3月4日と11日の2日間に渡って、「一畑グループ創立100周年特別企画」の一環として車体塗装を南海電鉄時代のものに戻される。
3月31日 - 南海カラーでの運行開始。
2015年（平成27年）
2月3日 - 定期運用の終了。
3月 - 廃車解体。
- 「のんのんばあ電車」
- 「しんじ湖ラムサール号」
- 南海電鉄時代の塗装

## 運用の変遷
1997年（平成9年）2月20日に2連4本が北松江線で運転開始し、1998年（平成10年）10月1日からは大社線でも使用されるようになった。それ以降は特急「スーパーライナー」と急行「出雲大社号」を除いた全列車の運用に就いていた。但し、連結器や走行装置の違いから2100系・5000系との併結運転ができず、臨時ダイヤ等における4両編成での運転は本系列を2編成併結して運行していた（非貫通のため、4両編成では前後の車両を行き来することはできなかった）。
2014年に後継車両である7000系（これとは別に1000系が導入されているが、同形式は本形式の置き換え目的ではない）の導入が発表され、当初は2014年度に4両、2015年度に3両、2016年度に1両が廃車されて形式消滅する予定だったが、新造車両の製造が遅れたため、3006編成は2016年度も引き続き運行を継続していた。
そして3006編成は2017年1月20日に定期運用を終了、同年1月21日・22日にさよなら運転を行い運行を終了した。